# 기독교와 자유주의
기독교와 자유주의(Christianity and Liberalism)는 1923년에 출간된 존 그레섬 메이천의 대표작으로, 당시 기독교계에서 논란이 되었던 자유주의신학과 정통 기독교 신앙간의 근본적인 차이를 명확히 밝힌 책이다.  이 책은 단순한 신학적 논쟁을 넘어, 메이천이 보기에 기독교의 본질을 지키기 위한 선언문과 같은 역할을 하였다.

## 주요 내용

### 기독교와 자유주의의 근본적 차이
자유주의는 기독교를 현대 과학과 철학에 맞춰 재구성하려 했고, 초자연적인 요소(기적, 부활 등)을 배제하거나 상징적으로 해석하였다.  반면, 메이첸은 기독교가 초자연적 사건과 하나님의 계시에 기반한 신앙임을 강조한다.

### 핵심 교리에 대한 논쟁
- 하나님: 자유주의는 하나님을 인간의 도덕적 이상이나 자연의 질서 정도로 보았지만, 메이첸은 하나님을 인격적이고, 초월적인 창조주로 보았다.
- 예수: 자유주의는 예수를 위대한 도덕적 스승으로 간주했으나, 메이첸은 그를 하나님의 아들, 구속자로 보았다.
- 구원: 자유주의는 구원을 인간의 도덕적 노력으로 보았지만, 메이첸은 그리스도의 대속을 통한 은혜로 보았다.